# Wolfram Wöhr
Wolfram Wöhr (* 5. März 1956 in Weißenstein) ist ein deutscher Architekt.

## Werdegang
Nach Abschluss eines Architekturstudiums an der Universität Stuttgart von 1975 bis 1983, während dessen er von 1980 bis 1981 durch ein Stipendium des DAAD auch an der University of Virginia in den USA studieren konnte, arbeitete er zunächst von 1984 bis 1985 im New Yorker Architekturbüro Gwathmey Siegel mit. Von 1985 bis 1990 war er Mitarbeiter und dann „associate partner“ im Büro des New Yorker Stararchitekten Richard Meier. 
1990 eröffnete er gemeinsam mit Ulrike Lauber sein erstes eigenes Büro in München (lauber + wöhr). Ab 1998 führte er das Büro selbst unter dem Namen wolfram wöhr architekten. Bereits ein Jahr später eröffnete er ein zweites Büro in Stuttgart (wma wöhr mieslinger architekten). 1990 kam Gerold Heugenhauser als Partner Wöhrs ins Münchner Büro (das nun in wwa wolfram wöhr architekten und partner umfirmiert wurde). Noch im selben Jahr wurde ein weiteres Zweigbüro in Peking eröffnet.
Ab 1990 bis 1996 unterrichtete Wöhr an der Universität Stuttgart im Rahmen eines Lehrauftrages das Fach Wohnungsbau innerhalb des  von Prof. Peter Faller geleiteten Fachgebiets Gebäudekunde und Entwerfen. Für 2001/2002 erhielt er eine Gastprofessur an der Fachhochschule Biberach für den Masterstudiengang im Fachbereich Architektur. Seit 1999 ist Wöhr regelmäßig Gastdozent an der Technischen Universität Dortmund.
Das Büro Wöhr hat mehrere nationale und internationale Architektenwettbewerbe für sich entschieden. Es bearbeitet Projekte im gesamten deutschen Bundesgebiet, sowie in Österreich, Taiwan und in der Volksrepublik China. Schwerpunkt des Büros sind Verwaltungs- und Bürobauten.

## Wettbewerbserfolge (Auswahl)
- Landesbank Baden-Württemberg (LBBW), Stuttgart, 2000: Eingeladener internationaler Realisierungswettbewerb, 1. Preis
- Verwaltungsbau für die LBBW-Tochter Südleasing, Stuttgart, 2002: Eingeladener Wettbewerb, 1. Preis
- Neubau Siemens–Kasino, Erlangen, 2002: Wettbewerb, 1. Preis
- 343-West Siemens, Baufeld 4, Frankfurt am Main, 2002: eingeladener Wettbewerb, 1. Preis
- EnBW Regionalzentrum, Biberach an der Riß, 2002: Eingeladener Wettbewerb, 1. Preis
- Sparkasse Freiburg-Nördlicher Breisgau, Freiburg im Breisgau, 2003: Realisierungswettbewerb, 1. Preis
- The Century Garden Shopping Center Tongan Street, Qingdao, 2004: Eingeladener Wettbewerb, 1. Preis
- Städtebaulicher Realisierungswettbewerb der BIAG (Bayerische Immobilien AG) zur Entwicklung eines neuen Stadtquartiers, München-Haidhausen, 2005: Eingeladener Wettbewerb, 1. Preis für die Variante 1
- Wohnbebauung Sedanstraße, Straubing, 2005: Realisierungswettbewerb, 1. Preis

## Realisierte Bauten (Auswahl)

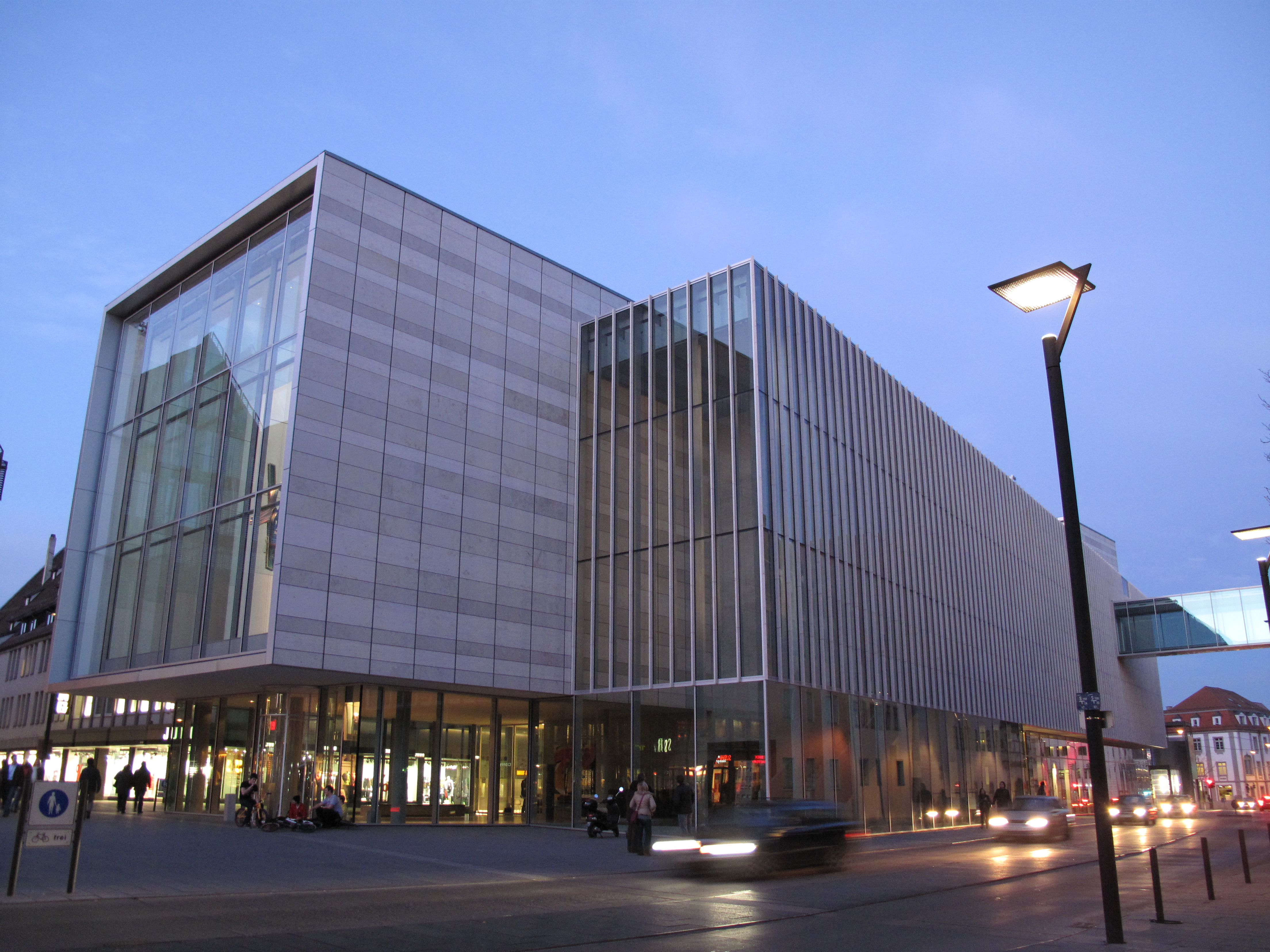
Kunsthalle Weishaupt in Ulm

- 2005: Südleasing A1.14 in Stuttgart[1]
- 2007: Kunsthalle Weishaupt in Ulm
- 2011: Fourside Wohnpark in Erlangen[2]
- 2011: Quartier Unterlinden in Freiburg im Breisgau[3]

## Auszeichnungen
- 1999: Auszeichnung der Architektenkammer Baden-Württemberg für beispielhaftes Bauen im Landkreis, vergeben für die Planung eines Golfhotels in Bad Waldsee
- 2005: iF product design award 2006 für ein vom Büro wma/wwa entwickeltes Trennwandsystem
- 2006: Auszeichnung – Deutscher Städtebaupreises für die „Neue Mitte Ulm - Stadtumbau im Bürgerdiskurs“; der Beitrag des Büros Wöhr hierzu war die Kunsthalle Weishaupt.